# Thomas Coryat
Thomas Coryat, scritto anche Coryate (Crewkerne, 1577 – Surat (India), 1617), è stato uno scrittore inglese ed è noto in patria per aver scritto due volumi sui viaggi che ha fatto per l'Europa e parte dell'Asia, mentre è noto in Italia come una possibile fonte di informazioni sul Bel paese cui William Shakespeare avrebbe attinto per scrivere le sue opere ambientate a Venezia, Padova, Verona. Fu un autore molto popolare, grazie alle descrizioni minuziose degli usi e dei costumi locali e allo stile eccentrico.
Diversi studiosi sono d'accordo nel sostenere che sia stato il primo britannico a partire per un Grand Tour (una moda che sarebbe esplosa col Romanticismo sul modello byroniano).
Faceva parte della "Fraternity of Sireniacal Gentlemen", che riuniva diversi intellettuali del tempo presso la Mermaid Tavern londinese (forse anche lo stesso Shakespeare).
A lui è attribuita l'introduzione della forchetta in Inghilterra e della parola "umbrella" nella lingua inglese, avendo visto, durante il suo viaggio in Italia, come ci si copriva dal sole e ci si faceva così "ombra".

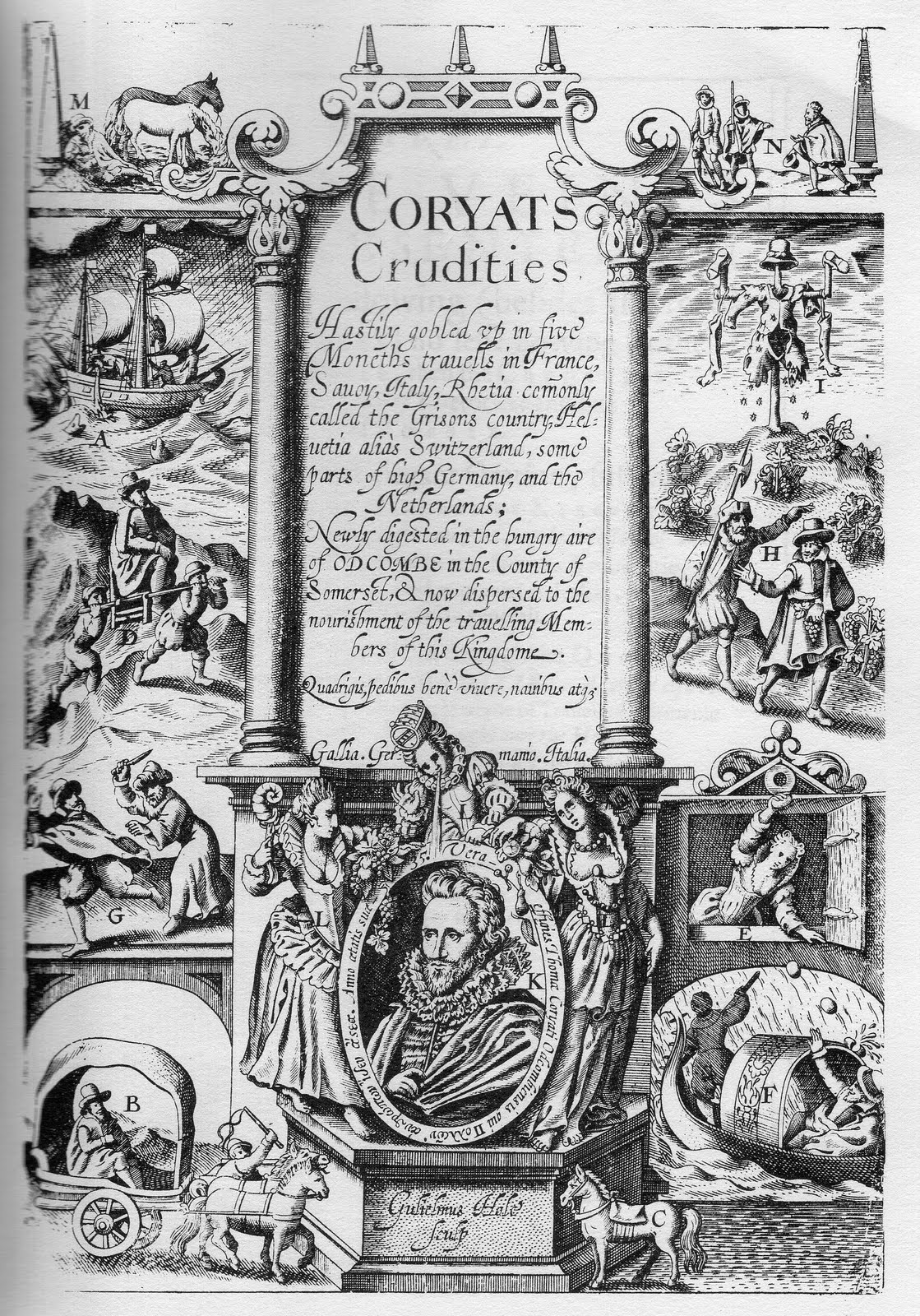
Coryats Crudities

## Biografia
Nacque (non sappiamo esattamente quando, ma di certo intorno al 1577) a Crewkerne, nella contea sud-occidentale Somerset, e crebbe ad Odcombe, un villaggio non lontano dal paese natale. Nel 1591 entrò nel Winchester College (situato nel Hampshire) e nel 1596 nel Gloucester College di Oxford (entrambi gestiti dalla Chiesa anglicana).
Dal 1603 al 1607 fu impiegato presso il Principe del Galles Enrico Federico Stuart, figlio del Re di Inghilterra e Scozia Giacomo, come una sorta di "court jester" (cioè come "giullare", assieme a Ben Jonson, John Donne, Inigo Jones).
Dal maggio all'ottobre del 1608, viaggiò per l'Europa, in gran parte a piedi, e visitò Francia, Italia settentrionale (soprattutto Venezia e Mantova), Svizzera, Germania, Paesi Bassi. Nel 1611 pubblicò Coryat's Crudities: Hastily gobled up in Five Moneth's Travels, un libro di memorie dei propri viaggi caratterizzato da descrizioni minuziose e da uno stile fortemente eccentrico. A questo seguì, nello stesso anno, la raccolta epistolare Coryats Crambe, or his Coleworte twice Sodden.
Ripartì nel 1612, al fine di arrivare sino in Asia, e visitò la Grecia, Costantinopoli e l'Impero ottomano (1614), la Persia e l'India del Moghul Jahangir, che conobbe ad Ajmer (1615). Nel 1616 pubblicò, a Londra, la raccolta epistolare Greetings from the Court of the Great Mogul.
Nel settembre 1617 il diplomatico Sir Thomas Roe lo invitò a visitare la corte Moghul a Mandav, che lasciò nel novembre per Surāt, dove infine morì di dissenteria.
Nel 1618 alcune sue lettere furono pubblicate postume e nel 1625 parte dei suoi scritti furono integrati da Samuel Purchas in Hakluytus Posthumus or Purchas his Pilgrimes, contayning a History of the World in Sea Voyages and Lande Travells, by Englishmen and others. Secoli dopo, il connazionale Tim Moore partirà per seguirne le orme in Europa, come raccontato in Continental Drifter (pubblicato nel 2000), e Daniel Allen farà lo stesso in Asia (The Sky Above, The Kingdom Below, 2008).
Il fondatore della casa editrice australiana "Lonely Planet", Tony Wheeler, l'ha definito l'inventore del viaggiare per piacere (ciò che in Inglese si chiama "leisure travel").